# Quercus ariifolia
Quercus ariifolia — вид дубів, ендемік Мексики.

## Морфологічна характеристика
Дерево 7–15(20) м заввишки. Листки 6–12 × 3–7 см, зворотно-яйцюваті, еліптичні, рідше яйцюваті; верхівка тупа; основа від закругленої до субсерцеподібної; край закручений, з 2–4 парами зубів; верх морщинистий, безволосий чи з пучковими волосками вздовж середньої жилки; низ вовнистий (утворено білуватими пучковими трихомами, з довгими хрусткими променями, іноді із залозистими трихомами); ніжка листка 6–10 мм завдовжки, від вовнистої до майже безволосої. Цвіте у травні. Жолудь від яйцюватого до кулястого, 1–1.5 см в діаметрі; від 1 до 5 і більше разом на 2–7 см квітконіжці; чашка охоплює від 1/4 до 1/2 горіха; дозрівання у перший рік у вересні-жовтні.

## Поширення
Мексика, Східна Сьєрра-Мадре (Ідальго, Нуево-Леон, Пуебла, Керетаро, Сан-Луїс-Потосі та Веракрус); 1900–2890 м; населяє дубові ліси